# Союз театральных деятелей Кыргызстана
Союз театральных деятелей (СТД) Кыргызстана — общественное объединение профессиональных театралов Кыргызстана. Бишкек, Кыргызстан.

## История
СТД Киргизии был создан в 1987 году. С 1961 по 1987 год именовался Театральным обществом Киргизии (ТОК).
Первым председателем Театрального общества Киргизии был народный артист СССР Муратбек Рыскулов.
С 1974 по 1987 год ТОК возглавлял драматург Токтоболот Абдумомунов.
Первым председателем СТД Киргизии был, талантливый танцор, народный артист СССР Чолпонбек Базарбаев.
C 1995 года этот пост занимал известный цирковой деятель, народный артист Киргизии Таштан Джолдошбеков.
В 2005 году было образовано ещё одно общественное объединение театральных деятелей Киргизии — Союз деятелей театрального искусства (СДТИ) Кыргызской Республики. Президентом был избран режиссёр, профессор Мелис Шаршенбаев.
В сентябре 2013 года театралы Киргизии реанимировали СТД Киргизии. Президентом избран, драматург, театральный критик и режиссёр Жаныш Кулмамбетов.
В декабре 2013 года, Союз театарльных деятелей Кыргызстана провёл юбилей знаменитого артиста театра и кино, народного артиста КР Денизбека Чалапинова. Спустя месяц, СТД Кыргызстана поднял проблему долгосрочной ипотеки и пенсионный вопрос артистов кукольного театра и обратился в профильный комитет Жогорку Кенеша. Профильный комитет поддержал обращение Союза театарльных деятелей Кыргызстана и своё решение отправил в правительство Кыргызстана.

## Общественная академия театрального искусства
После реанимирования Союза театральных деятелей Кыргызстана, сразу же была создана общественная академия театрального искусства Союза театральных деятелей Кыргызстана.

Членами театральной академии являются именитые, известные театралы киргизской республики.

В функцию, общественной академии театрального искусства Союза театральных деятелей Кыргызстана, в первую очередь, входит определение победителей ежегодной Национальной театральной премии киргизского сценического искусства.

Академики общественной театральной академии союза театральных деятелей Кыргызстана:

Артисты:
- Адали Анатолий (Акмадалиев Толкунжан) (КНРДТ — актёр)
- Акматова Калыйча (Иссыккульский муздрамтеатр — актриса)
- Алсеитова Алмагуль (Таласский муздрамтеатр — актриса)
- Анисимова Вера (КНРДТ -актриса)
- Асанова Бактыгуль (Театр «Учур» — актриса)
- Бекболиев Эгемберди (КНАДТ — актёр, режиссёр)
- Далбаев Сатыбалды (КНАДТ -актер)
- Дүйшөнкулов Шаршенаалы (Иссыккульский муздрамтеатр — актёр)
- Жумалиев Бакыт (Жалал-Абадский муздрамтеатр — актёр, режиссёр)
- Козукеев Марат (КНАДТ — актёр, режиссёр)
- Любомудрова Лариса (КНРДТ — актриса)
- Мамбетова Назира (Республиканский ТЮЗ — актриса)
- Марусич Александра (КНРДТ — актриса)
- Мендебаиров Кенжегул (Нарынский академический муздрамтеатр — актёр)
- Набиева Асыл (Чуйский театр — актриса)
- Назарбаев Колдошбай (Ошский кукольный театр — актёр)
- Наскулова Хамидахан (Ошский кукольный театр — актриса)
- Орузбаев Керим (КНАТОБ — солист оперы)
- Сейдакматова Жамал (театр «Тунгуч» — актриса, художественный руководитель)
- Сыдыгалиева Анара (КНАДТ)
- Ташматова Гульмира (Республиканский ТЮЗ — актриса
- Токтобаев Мукамбет (КНАДТ — актёр)
- Тохтаматов Бахтияр (Ошский академический узбекский муздрамтеатр — актёр, музыкант)
- Шатенов Алтынбек (Иссыккульский муздрамтеатр — актёр)

Режиссёры:
- Абдыкалыков Акылбек (Чуйский театр)
- Абдыкеримов Абдымажит (Кочкорский драматический театр)
- Апыев Талант (ОНДТ)
- Еркимбаева Офелия (КНАТОБ)
- Кускаков Акелең (Нарынский академический муздрамтеатр)
- Мидинов Жалил (Республиканский кукольный театр — гл. режиссёр)
- Исаков Алымкул (ОНДТ — режиссёр постановщик)
- Парпиев Мансур (Баткенский муздрамтеатр — художественный руководитель)
- Сагынбаев Майрамбек (Жумгалский муздрамтеатр — гл. режиссёр)
- Садык Шер-Нияз (режиссёр)
- Тажиев Кадырбек (Киргизский цирк — художественный руководитель)
- Текешов Аким (режиссёр)

Драматурги и критики:
- Акматалиев Абдылдажан (Национальная академия наук, литературовед — вице-президент АН Кыргызстана)
- Байджиев Мар (драматург)
- Кулмамбетов Жаныш (драматург, театровед — президент СТД Кыргызстана)
- Озубекова Женишгул (драматург)
- Раев Султан (драматург)
- Сыдыков Тыныбек (театровед)

Сценографы:
- Нурматов Юлдаш (КНРДТ — гл. художник)
- Сыдыкбаев Макен (сценограф)
- Шарафидинов Маратбек (КНАТОБ -гл.художник)
- Шералиев Буласбек (КНАТОБ — художник-постановщик)

Руководители:
- Жусупов Абдужалил (Алайский муздрамтеатр — директор)
- Ибраимов Данияр (Нарынский академический муздрамтеатр — директор)
- Максутов Алтынбек (министр культуры, информации и туризма КР, актёр, режиссёр)
- Мамажанов Набижан (Ошский Государственный академический узбекский музыкально-драматический театр имени Бабура — директор)
- Осмонов Кыргызбай (Киргизская национальная филармония — директор)
- Сазаев Сатылган (Республиканский кукольный театр — директор)
- Сманбеков Темирлан (КНАДТ — директор)

(Аббревиатуры: КНАДТ — Киргизский национальный академический драматический театр имени Т. Абдумомунова; КНАТОБ — Киргизский национальный академический театр оперы и балета имени А. Малдыбаева; КНРДТ — Киргизский национальный русский драматический театр имени Ч. Айтматова; ОНДТ — Ошский национальный киргизский драматический театр имени С. Ибраимова).

## Национальная театральная премия киргизского сценического искусства
«Эргүү» («Вдохновение») — Национальная театральная премия киргизского сценического искусства, основана в 2014 году, Союзом театральных деятелей Кыргызстана.
Позже соучредителем «Эргүү» стал общественный фонд «Айтыш» (президент фонда Садык Шер-Нияз)

Вручается ежегодно, в день международного театра, 27-го марта.
Первое вручение «Эргүү» («Вдохновение») Национальной театральной премии киргизского сценического искусства состоялись 27-го марта, 2014 года.
«Эргүү» («Вдохновение») вручается по шестнадцати номинациям:
- за бескорыстное служение театру;
- за особый вклад в театральное искусство;
- лучший детский спектакль;
- лучшая роль в детском спектакле;
- лучшая театроведческая и научно-исследовательская работа по театру;
- лучший дебют;
- лучшее музыкальное оформление;
- лучшая сценография;
- лучшая женская роль второго плана;
- лучшая мужская роль второго плана;
- лучшая мужская роль;
- лучшая женская роль;
- лучшая национальная пьеса;
- лучшая режиссура;
- лучший спектакль;
- премия правления СТД Кыргызстана.

Победителей определили, по сумме набранных баллов, по результатам анкетного голосования, театральные академики общественной академии театрального искусства, Союза театральных деятелей Кыргызстана.

## Творческие мастерские
В последнее время киргизский театр ощущает острейший кадровый голод. Катастрофически не хватает режиссёры, особенно молодые. Почти, во всех сферах театра тотальный дефицит молодых кадров. Самому молодому драматургу далеко за пятьдесят лет. Возраст талантливых сценографов перевалил за шестьдесят лет. Профессиональных гримёров не хватает во всех театрах. Многие годы, киргизские театры работают без профессиональных художников по свету.
Все это привело к тому, что в 2014 году, в целях ликвидации всеобъемлющего кадрового дефицита, Союз театральных деятелей Кыргызстана организовал Творческие мастерские.
Срок обучения в театральных мастерских — 10 месяцев.
В настоящее время функционируют пять творческих мастерских:<
- театральная мастерская по режиссуре Барзу Абдуразаккова;
- театральная мастерская по драматургии, сценарного мастерства и театральной критике Жаныш Кулмамбетова;
- театральная мастерская по сценографии Юлдаша Нурматова;
- театральная мастерская по гриму Гульнары Суранчиевой;
- театральная мастерская по сценическому свету Григория Сапожникова.

За основу обучения в творческих мастерских взять принцип «устат-шакирт» («устод-шакирт»), издревле широко распространённый на восточной культуре.